# 内牧 (春日部市)
内牧（うちまき）は、埼玉県春日部市の町丁。現行行政地名は内牧のみ。丁番の設定のない単独町名である。住居表示未実施地区。郵便番号は344-0051。

## 地理
埼玉県の東部地域で、春日部市北西部の大宮台地の慈恩寺支台（内牧台地）上に大部分が位置する。東部や南部の一部は氾濫平野や後背湿地に位置する。内牧公園南側の田園地帯となっている帯状の低地はかつての黒沼である。内牧の東側に三角形をした内牧の飛地がある。東側で梅田や栄町、南側で南栄町や新方袋やさいたま市岩槻区小溝、西側でさいたま市岩槻区裏慈恩寺や同鹿室や白岡市大字太田新井、北側で南埼玉郡宮代町字金原や同字中や同字東と隣接する。また、北東側および飛地では東姫宮とも僅かに隣接する。
地区内は東端部の一部を除き市街化調整区域に指定され、樹林地や耕地のほか陸田や果樹園などの農地が目立ち、北東部の低地の田園地帯には小規模ながら散居集落的な景観（散居村）が見られる。共栄大学の西側や栄町の境界周辺には纏まった戸建ての住宅地があるほか、一部で住宅や民間施設も点在する。
面積は3.027981 kmで春日部市の町・字では最も広い。

### 河川

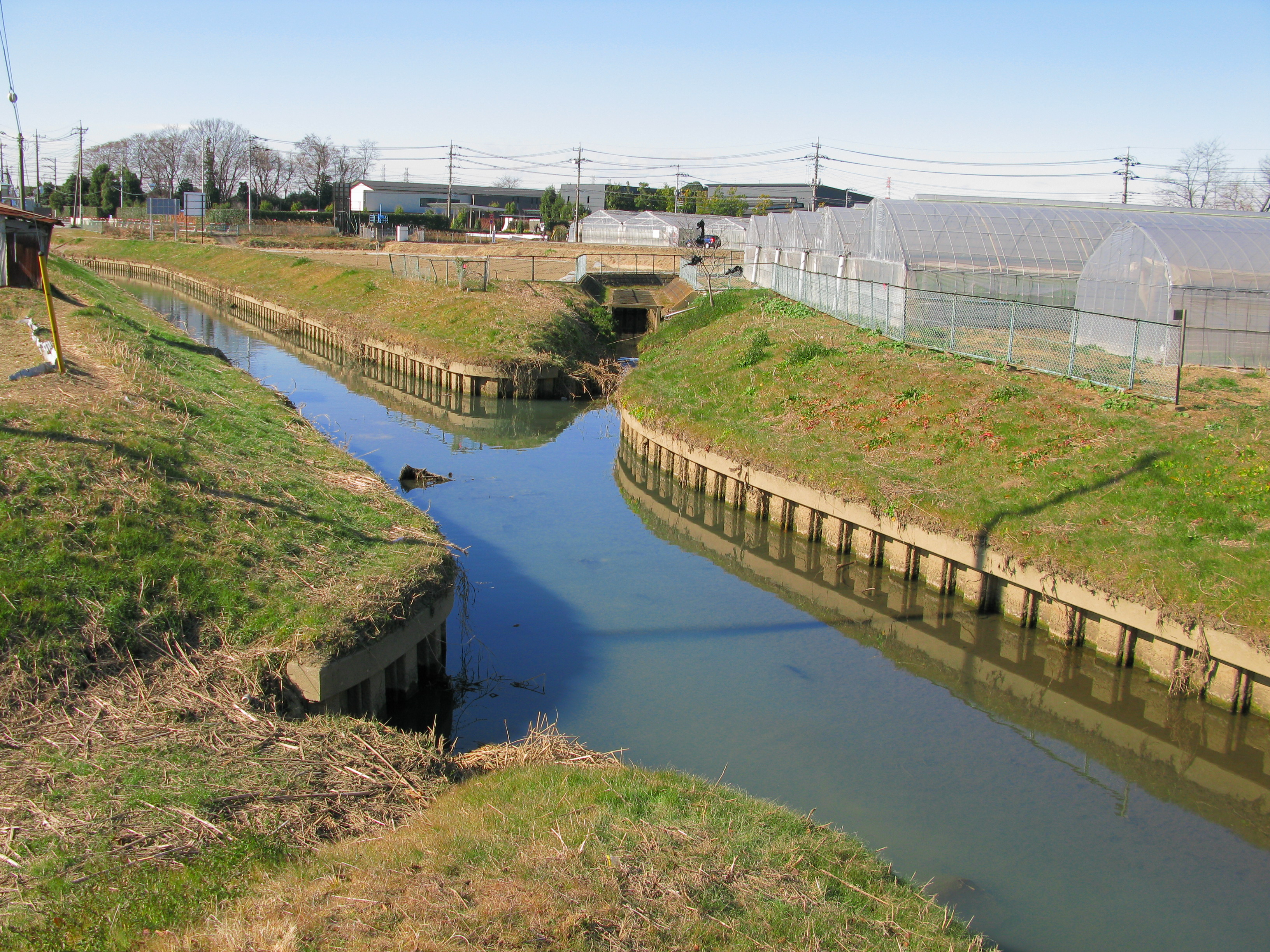
古隅田川と黒沼からの排水路

- 隼人堀川
- 古隅田川
  - 梅田落
- 内牧用水 - 黒沼用水の分水

### 地価
住宅地の地価は、2023年（令和5年）の都道府県地価調査によれば、内牧2618番地1（旧大字内牧字坊荒句2618番地1）の地点で2万4,600円/m2となっている。

## 歴史
もとは江戸期より存在した武蔵国埼玉郡百間領に属する内牧村で、古くは戦国期より見出せる郷村の内牧郷であった。村高は正保年間の『武蔵田園簿』では671石余（田209石余、畑462石余）、『元禄郷帳』によると1,070石余、『天保郷帳』によると1,718石余、明治初年の『旧高旧領取調帳』によると1,694石余であった。助郷は日光街道粕壁宿に出役していた。化政期の戸数は225軒で、村の規模は東西20町余、南北25町余であった。
- はじめは岩槻藩領、1756年（宝暦6年）より幕府領となる。
- 幕末の時点では埼玉郡に属し、明治初年の『旧高旧領取調帳』の記載によると、代官・大竹左馬太郎支配所が管轄する幕府領であった[10]。
- 1868年（慶応4年）6月19日  - 代官支配地が武蔵知県事・山田政則（忍藩士）の管轄となる。
- 1869年（明治2年）
  - 1月13日 - 武蔵知県事・宮原忠英の管轄区域に大宮県を設置、同県の管轄となる。県庁は東京府馬喰町に置かれる。
  - 9月29日 - 県庁が浦和に置かれ浦和県に改称。
- 1871年（明治4年）11月13日 - 第1次府県統合により埼玉県の管轄となる。
- 1873年（明治6年） - 地内の矢島芦丸氏（初代校長）の住宅に内牧第114番地小学校（現、春日部市立内牧小学校）が開校する。1879年（明治12年）に香林寺の境内地に移転する[11]。
- 1874年（明治7年） - 享保年間に開墾された吉郎兵衛新田（きちろべいしんでん）を編入合併する。もとは内牧村の持添新田であった[12]名前は開墾者に由来する（黒沼も参照）。
- 1879年（明治12年）3月17日 - 郡区町村編制法により成立した南埼玉郡に属す。郡役所は岩槻町に設置。
- 1889年（明治22年）4月1日 - 町村制施行に伴い、内牧村が梅田村と合併し、南埼玉郡内牧村が成立[6]。（旧）内牧村は内牧村の大字内牧となる。地内に内牧村役場を設置。
- 1889年（明治35年） - 内牧小学校が現在地に移転する[11]。
- 1944年（昭和19年）4月1日 - 内牧村が粕壁町と合併し春日部町が成立、春日部町の大字となる。
- 1947年（昭和22年）9月 - カスリーン台風の襲来により大きな被害を受ける[6][13]。
- 1954年（昭和29年）7月1日 - 春日部町が市制を施行して春日部市となる[14][15]。春日部市の大字となる。
- 1956年（昭和31年）1月24日 - 地内に埼葛火葬場組合（現、埼葛斎場組合斎場）が開設される。
- 1959年（昭和34年）1月 - 地内の内牧塚内古墳群が市指定文化財に指定される[16]。
- 1976年（昭和51年）6月1日 - 住居表示実施により、大字内牧の一部が南となる[17][18]。
- 1980年（昭和55年）3月12日 - 大字内牧の一部が粕壁と大字梅田の各一部と合わせて栄町となる[19]。
- 1981年（昭和56年）7月22日 - 梅田土地区画整理事業の完成により換地処分を実施[20]、大字内牧の一部が、大字梅田の一部と合わせて梅田三丁目となる[19]。
- 1983年（昭和58年）5月1日 - 地内に内牧南公民館が開館する[21]。
- 1984年（昭和59年）4月 - 地内に共栄学園短期大学（現、共栄大学）が開学する[16]。
- 1990年（平成2年）2月13日 - 地内に内牧地区公民館が開館する[21]。
- 1994年（平成6年）10月3日 - 住居表示が実施され、大字内牧の一部（字3000貝の一部）が大字梅田の一部（字新田裏、字堤際、字東裏、字立野、字新田の各一部、および字旧辰高入新田）と合わせて梅田本町一丁目となる[22][23]。
- 1995年（平成7年）2月4日 - 梅田第二土地区画整理事業の完成により換地処分を実施[20]、大字内牧の一部が大字梅田の一部と合わせて梅田本町二丁目となる。
- 1998年（平成10年） - 地内に春日部内牧住宅が建設される。
- 2005年（平成17年）10月1日 - 春日部市が北葛飾郡庄和町と合併し、新たな春日部市が発足、同時に住所標記の簡略化のため市内の大字が廃止され[24]、大字内牧は丁番の設定のない内牧となる[25]。

### 存在していた小字
- 深町[26]
- 南里
- 戸崎
- 三千界
- 天神
- 塚内
- 谷向
- 坊荒句
- 黒沼
- 原新田
- 高野
- 谷新田
- 吉郎兵衛新田

## 世帯数と人口
2024年（令和6年）1月1日現在の世帯数と人口は以下の通りである
| 丁目 | 世帯数    | 人口    |
| ---- | --------- | ------- |
| 内牧 | 1,883世帯 | 4,060人 |

## 小・中学校の学区
市立小・中学校に通う場合、学区は以下の通りとなる。
| 丁目 | 番地 | 小学校               | 中学校                 |
| ---- | ---- | -------------------- | ---------------------- |
| 内牧 | 全域 | 春日部市立内牧小学校 | 春日部市立春日部中学校 |

## 交通
地内に鉄道は敷設されていない。飛地のすぐ東側を東武鉄道伊勢崎線（東武スカイツリーライン）が通るが、その軌道敷は内牧の区域に掛かっていない。最寄り駅は同線北春日部駅である。内牧2618番地1よりおよそ2,100 m離れている。

### 道路
- 埼玉県道78号春日部菖蒲線
- 市道2-41号線（春日部菖蒲線旧道）

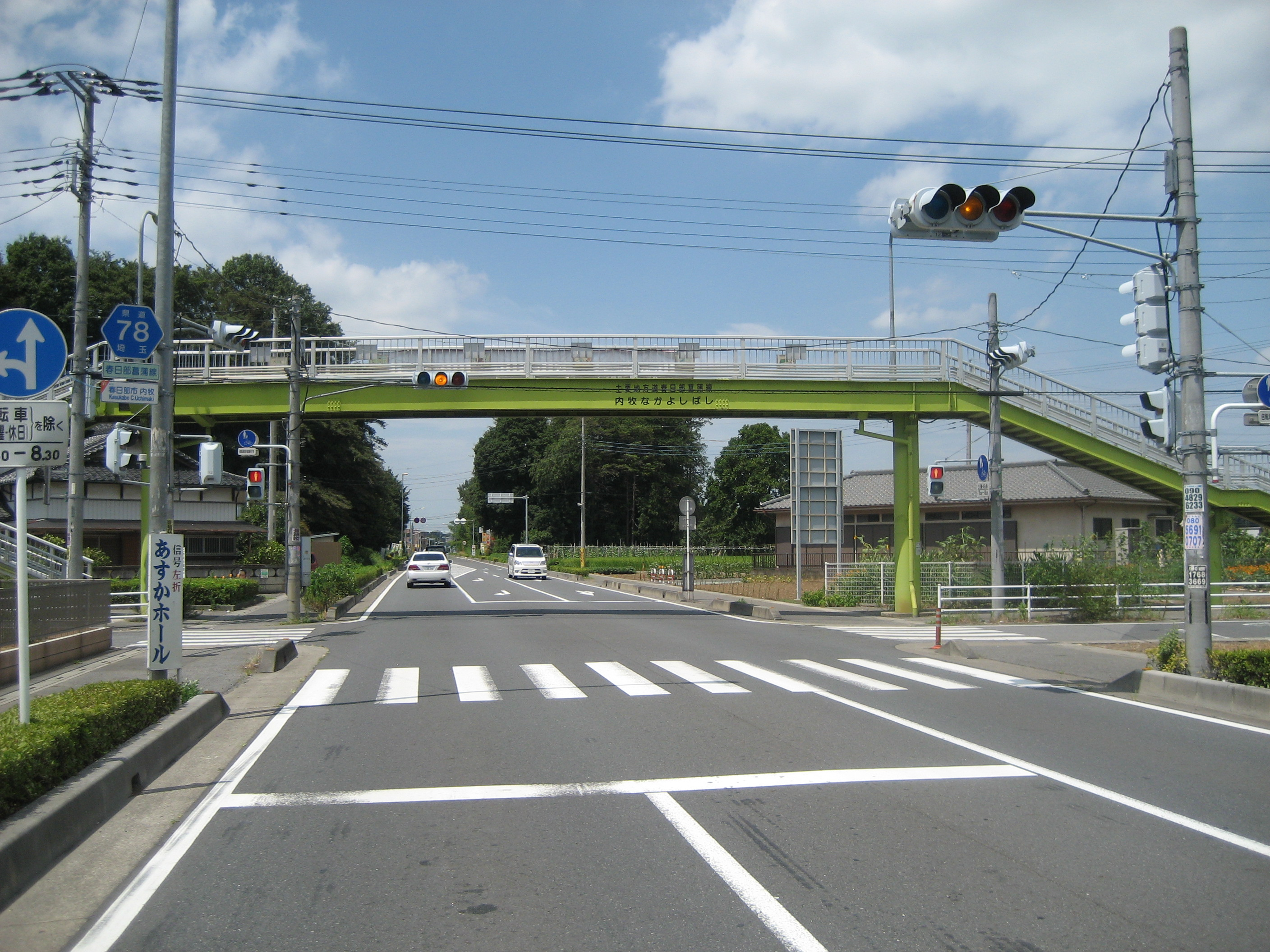
埼玉県道78号春日部菖蒲線

- かえで通り（正式名称：北春日部駅西口南栄町線[8]）
- 水と緑のふれあいロード（中島・黒沼・豊春用水コース） - 終点付近が内牧の区域に掛かる
- 内牧サイクリングロード

### バス
朝日自動車杉戸営業所
- 春日部駅西口〜南栄町〜春日部エミナース線・春日部駅西口〜南栄町〜内牧彩光苑線
地内に「戸崎」・「内牧小学校前」・「共栄大学入口」・「内牧彩光苑」・「エミナース入口」・「春日部エミナース」停留所（系統番号：KB34-35）が設置されている[28]。

春日部市コミュニティバス「春バス」
地区内を縦貫・巡回する路線は設定されていない。以前は豊春駅・内牧・北春日部駅ルートが設定され、地内に「塚内古墳群」・「楽応寺入口」・「お花見広場入口」・「稲荷社入口」・「内牧公園入口」・「内牧公園」・「黒沼笠原用水路」・「埼葛斎場前」停留所が設置されていたが、2024年（令和6年）1月3日限りで廃止された（詳細は当該項目を参照）。

## 地域

### 寺社・史跡
- 内牧塚内古墳群
- 坊荒句遺跡・坊荒句北遺跡（春日部市内牧公園内）
- 鷲香取神社
- 香林寺
- 楽応寺（内牧1929）
- 稲荷神社（内牧5697−2）
- 浅間神社（内牧3330−2）

### 公園・緑地
- 内牧公園（総合公園）
- 内牧黒沼公園（近隣公園）
- 四方谷第1公園
- 四方谷第2公園
- 四方谷第1緑地
- 四方谷第2緑地
- 内牧高野の森
- （仮称）内牧三堂公園 - 地区北部に造成予定

### 施設
- 共栄大学
- 春日部市立内牧小学校
- 埼葛斎場組合斎場
- 内牧地区公民館
- 内牧南公民館
- 塚内地区集会所（内牧1508−3）
- 四方谷集会所（内牧4800−1）
- 原新田集会所 - 浅間神社境内地に所在
- 戸崎集会所（内牧2147）
- 高野台自治会集会所（内牧4007−21）
- ウエルガーデンエミナース春日部
- 特養老人ホーム清寿園
- 特別養護老人ホーム彩光苑

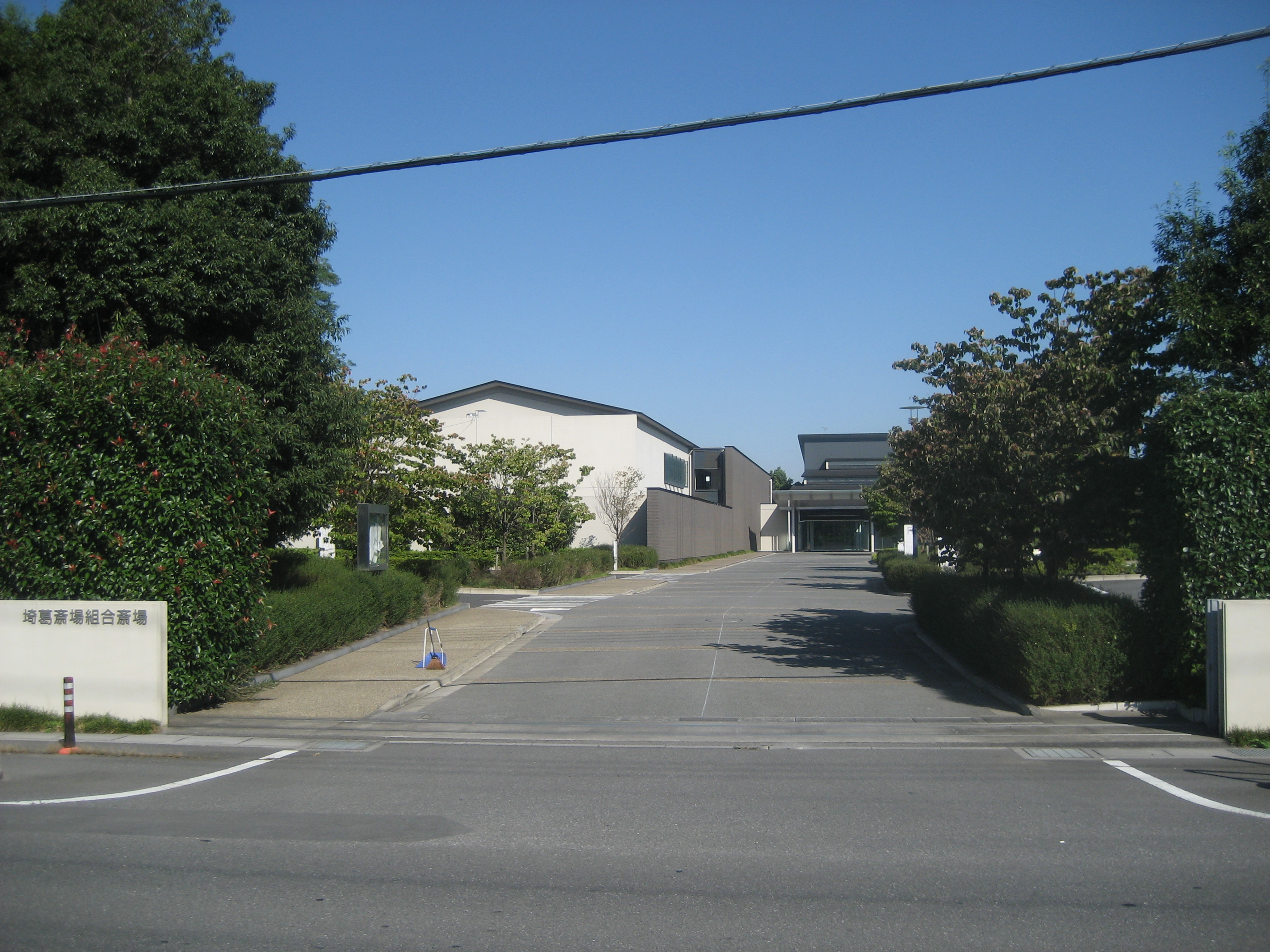
埼葛斎場組合斎場

- 県営春日部内牧住宅 - 埼玉県住宅供給公社が管理